# یایجی پایین
یایجی پایین (به لاتین: Aşağı Yayci) یک منطقه مسکونی در جمهوری آذربایجان است که در شهرستان شرور واقع شده است. یایجی پایین ۱۴۶۲ نفر جمعیت دارد.